# 사마주
낭야무왕 사마주(琅耶武王 司馬伷, 227년 ~ 283년)는 중국 서진(西晉)의 황족이며 사마의(司馬懿)의 4남이다. 아내는 제갈정(諸葛靚)의 누나다. 자는 자장(子將)이다. 동진을 세운 동진 원제의 조부이기도 하다.

## 생애
사적은 《진서》 권38(열전 제8) 중 낭야왕주전에 남아 있다.
위나라 정시(240년 ~ 249년) 초에 남안정후에 봉해졌고, 영삭장군이 되어 업(鄴)을 감수했다. 후에 산기상시로 전임하고, 동무향후로 승진하고 우장군이 되어 연주제군사와 연주자사를 감독했다. 오등작이 부활하고서는 남피백이 되었다. 전임하여 정로장군이 되었고, 가절을 받았다. 《삼국지》 3소제기에 주석으로 인용된 《한진춘추》에 따르면, 감로 5년(260년) 고귀향공이 친위 쿠데타를 일으키자 둔기교위로써 거문에서 맞닥뜨려 저지했으나, 고귀향공 측근이 꾸짖자 거느린 무리가 모조리 달아났다.
서진이 세워지자 동관군왕에 봉해져 1만 6백 호를 식읍으로 받았다. 중앙으로 들어가 상서우복야, 무군장군이 되었고, 외직으로 나가 진동대장군 · 가절 · 서주도독제군사가 되어 위관(衛瓘)을 대신해 하비를 수비했다. 개부의동삼사가 더해지고, 낭야왕이 되었으며 옛 영지 동관군도 아울렀다. 오나라 정벌에서 수만 군대를 이끌고 참전했으며, 오나라 황제 손호(孫皓)의 항복을 받았다. 이 공로로 아들 두 명이 정후가 되었다. 얼마 후 독청주제군사도 아우르고, 대장군 · 개부의동삼사가 되었다. 이렇게 그 지위와 공이 높았으나, 공손하고 검약하였으며 수하 관리들도 힘을 다하여 백성들을 교화시켰다.
태강 4년(283년)에 죽었다. 유언으로 어머니의 능 곁에 묻히고, 아들 넷에게 봉국을 나누어 주기를 구했으며, 모두 시행되었다.
《삼국지연의》에서 사마주는 끝에 동오(東吳)를 물리치러 갈때 일지군마를 거느렸던 장군으로만 나온다. 팔왕의 난 이후에 그의 아들 낭야공왕(瑯琊恭王) 사마근(司馬覲)의 장남, 즉 장손인 낭야원왕(瑯耶元王) 사마예(司馬睿)가 서진이 유요(劉曜)에게 망한 후 사마씨 황족들이 대부분 숙청되자 진의 명맥을 잇는 동진(東晉)을 세운다.

## 친척 관계
- 선제 의(懿) (아버지)
  - 낭야무왕 주 = 제갈씨 (제갈탄의 딸)
    - 낭야공왕(琅耶恭王) 근(覲) (맏아들)
    - 무릉장왕(武陵莊王) 담(澹) (둘째 아들)
    - 동안왕(東安王) 요(繇) (아들)
    - 회릉원왕(淮陵元王) 최(漼) (아들)

## 같이 보기
- 삼국지 인물 목록